# Hexatoma (Eriocera) setivena
Hexatoma (Eriocera) setivena is een tweevleugelige uit de familie steltmuggen (Limoniidae). De soort komt voor in het Afrotropisch gebied.